# Perche

Perche is een historische en geografische regio in Frankrijk. Het gebied is verdeeld over de departementen Orne, Eure-et-Loir en Sarthe en de historische regio's Normandië en Maine.
Het paardenras percheron komt uit deze streek.

## Geschiedenis
Perche is afgeleid van het Latijnse pertica en hangt samen met de wouden die de streek eertijds kenmerkten.
Perche is een historische provincie van Frankrijk maar was in de middeleeuwen geen eenheid. Er was toen Perche (ornais) (een graafschap in Normandië) en Perche-Gouët (in Maine). De belangrijkste historische steden in het graafschap Perche waren Bellême, Mortagne-au-Perche, Corbon en Nogent-le-Rotrou. Het graafschap Perche werd in 1525 opgenomen in het kroondomein.

## Geografie
Perche heeft een glooiend landschap. De heuvelrug die een halve cirkel maakt van het noorden naar het oosten bestaat uit een plateau van krijt en zand, bedekt met klei en silex. Op deze arme gronden zijn nog veel bossen. Het centrale deel van Perche bestaat uit verspreide heuvels, met onder andere het massief van Réno Valdieu, met weiden en bocage. De Huisne is hier de voornaamste waterloop.
Een deel van het gebied is beschermd als Parc Naturel Régional du Perche.